# Вулиця Саковича (Львів)
Вулиця Саковича — вулиця в Личаківському районі Львова, у місцевості Нове Знесіння. Пролягає від вулиці Новознесенської до вулиці Оксани Петрусенко.
Прилучається вулиця Белзька.

## Історія та забудова
Виникла у першій третині XX століття у складі селища Знесіння під назвою Костельна (Косьцєльна). У 1933 році перейменована на вулицю Доброї Волі (Добрей Волі). Сучасна назва — з 1993 року, на честь українського церковного діяча і письменника Касіяна Саковича.
Вулиця забудована одноповерховими будинками 1930-х років у стилі конструктивізм. На розі з вулицею Новознесенською існував дерев'яний костел Матері Божої Королеви Польщі. З 1990-х років тут будується костел Пресвятої Богородиці — Володарки України.